# Musée d'Art Dahesh
Le musée d'Art Dahesh (Dahesh Museum of Art) est un musée d'art à New York spécialisé dans l'art européen du XIXe et du début du XXe siècle.

## Historique
Fondé en 1987 par la succession d'un collectionneur et écrivain, Moussa Saleem Ashi (1909 à 1984), qui écrivait sous le nom de Dr. Dahesh (en), le musée est inauguré en 1995 sur la Cinquième Avenue. En 2003, il déménage à l'angle de la 57e rue et de Madison Avenue, mais doit quitter ces locaux en 2007.
Le musée d'Art Dahesh prête depuis ses collections à d'autres musées et galeries aux États-Unis et à l'étranger. En 2012, il acquiert un espace dans le quartier de l'Hudson Square, sur la Sixième Avenue, dans lequel il installe ses bureaux et une bibliothèque pour ses employés, de même qu'une boutique et un espace ouverts au public dans lequel il présente quelques pièces de la collection.

## Collections
La collection du musée d'Art Dahesh est constituée de peintures, dessins, gravures, photographies, sculptures... d'artistes du XIXe et du début du XXe siècle en Europe, dont Louis-Ernest Barrias, Antoine-Louis Barye, Auguste Bonheur, William Bouguereau, Alexandre Cabanel, Jules Chaplain, Jean-Léon Gérôme, Jules Joseph Lefebvre, Henri-Pierre Picou, Constant Troyon, Horace Vernet, John William Waterhouse...

### Quelques œuvres
- Alexandre Cabanel : 

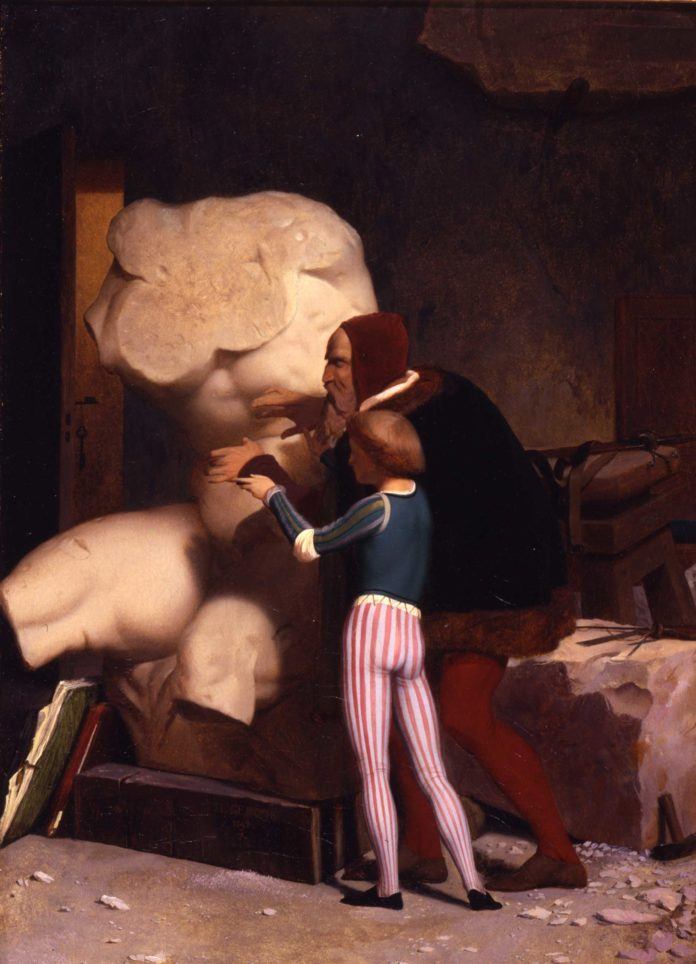
Jean-Léon Gérôme, Michel-Ange dans son atelier, 1849.

  - Étude pour La Mort de Moïse, dessin d'avant ou vers 1851[3]
  - La Mort de Moïse, huile 1851[4]
  - La Naissance de Vénus (reproduction, Maison Goupil - Artiste : Adolphe Jourdan), huile, vers 1864[5]
- Louis-Robert Carrier-Belleuse :
  - Albert-Ernest Carrier-Belleuse dans son atelier, vers 1874[6]
- Jean-Léon Gérôme
  - Michel-Ange dans son atelier, 1849